# Sarah Zierhut

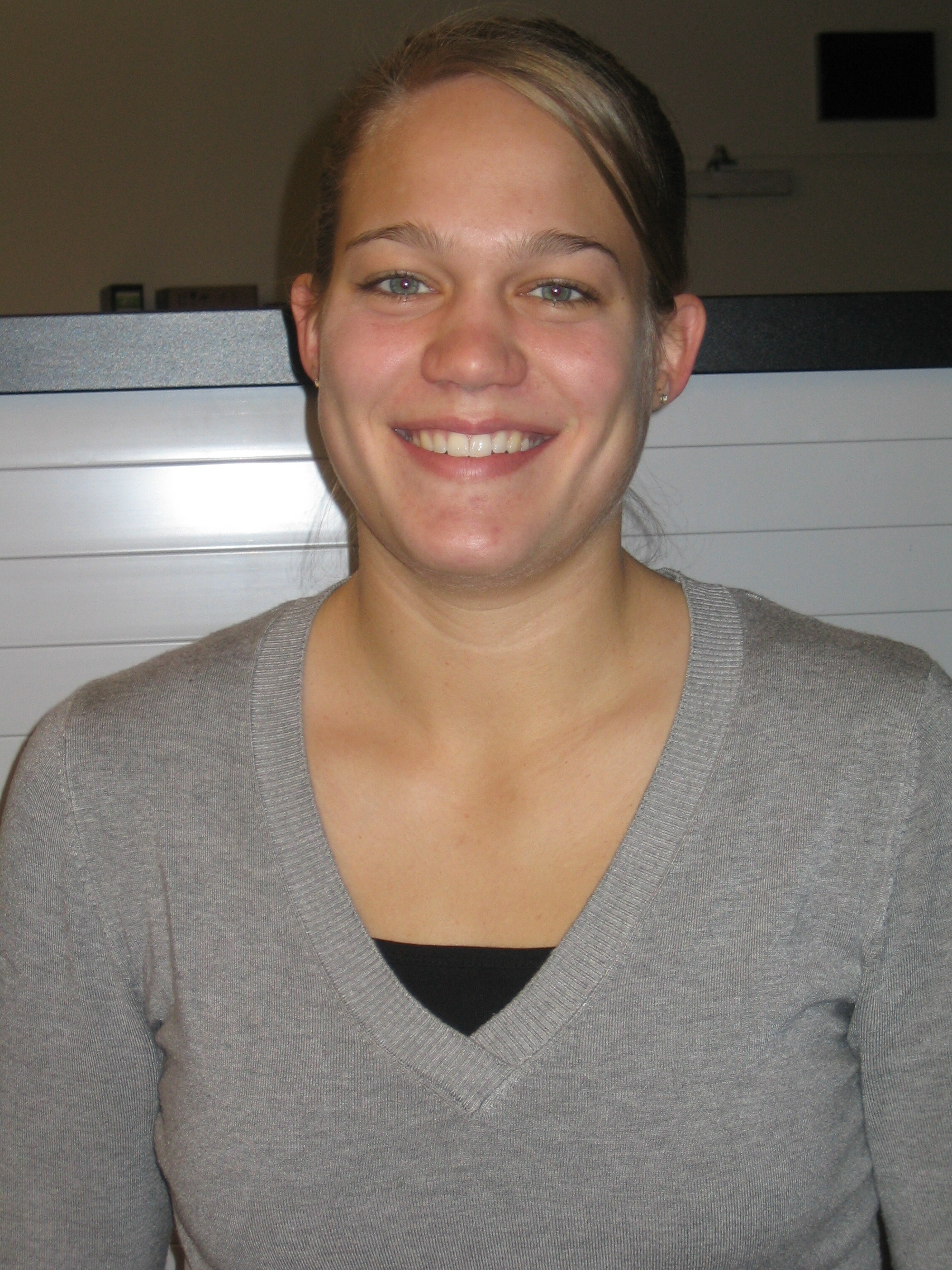
Sarah Zierhut Basketballnationalspielerin

Sarah Zierhut, geb. Austmann (* 31. Januar 1985 in Greven) ist eine deutsche Basketballspielerin.

## Leben
Ihre Basketballkarriere begann sie 1993 beim TVE Greven. 1999 wechselte sie nach Oberhausen zu New Basket Oberhausen (NBO). Dort trainierte sie zweimal wöchentlich und zusätzlich zweimal wöchentlich im Männerteam des UBC Münster. In der Saison 2003/04 wurde sie mit ihrem Team Dritter der 1. Damen-Basketball-Bundesliga. 2004 machte Zierhut ihr Abitur am Gymnasium Augustinianum in Greven und wechselte danach zur BG 74 Göttingen. In Göttingen studierte sie Sportwissenschaft. 2006 wechselte sie nach Sardinien und spielte bei der italienischen Spitzenmannschaft Terra Sarda Alghero. Zur Saison 2007/08 wechselte sie wieder zu den New Basket Oberhausen in die deutsche 1. Bundesliga.
2007 wurde die 1,78 m große Spielerin, die auf den Positionen Aufbau (Guard) und Flügel (Forward) eingesetzt wird, in die deutsche Basketballnationalmannschaft der Damen berufen. Ihr erstes Länderspiel im A-Team bestritt sie am 22. August 2007 in Gdynia beim 47:70 gegen die Nationalmannschaft Polens. Sie war Spielerin der deutschen Nationalmannschaft bei der Europameisterschaft 2007 in Chieti (Italien). In den Jahren 2008 bis 2011 wurde Zierhut erneut in die Nationalmannschaft berufen und spielte in der Vorbereitung der Europameisterschaftsqualifikation und in den Qualifikationsspielen zur Europameisterschaft. Insgesamt absolvierte sie bis 2012 95 A-Länderspiele und erzielte dabei 710 Punkte.
In der Saison 2021/2022 spielte sie in der Landesliga (LL3D) für die Zweite Mannschaft von NBO, die mit ihrer Unterstützung Meister und Aufsteiger wurde. In den beiden folgenden Spielzeiten gehörte sie zum Kader von NBO 2 in der Oberliga (OL2D). In der aktuellen Saison 2024/25 unterstützt sie mit ihrer Erfahrung wieder die Erste Mannschaft der New Baskets, die in die Zweite Bundesliga aufgestiegen ist.